# Szymon Marcin Kozłowski
Szymon Marcin Kozłowski (5 novembre 1819, Olita, Empire russe au 14 novembre 1899, Saint-Pétersbourg) est un ecclésiastique polonais de Biélorussie du XIXe siècle, sujet de l'Empire russe, qui fut archevêque de Moguilev (avec résidence à Saint-Pétersbourg) de 1891 jusqu'à sa mort.

## Biographie
Kozlowski était recteur de l'Académie impériale de théologie de Saint-Pétersbourg. Fils de Jean et de Madeleine, Szymon Marcin a fini ses études secondaires à Keïdany. Ensuite, il est entré au séminaire de Wilno en 1839. Deux après, il est devenu étudiant de la faculté de théologie de l'université de Wilno (qui a été transférée à Saint-Pétersbourg en 1842, pendant ses études). Le 22 juin 1845, il est devenu maître en théologie.
De 1851 à 1863, Kozlowski a été le recteur d'un séminaire. En 1877, il est devenu recteur de l'Académie impériale de théologie de Saint-Pétersbourg.

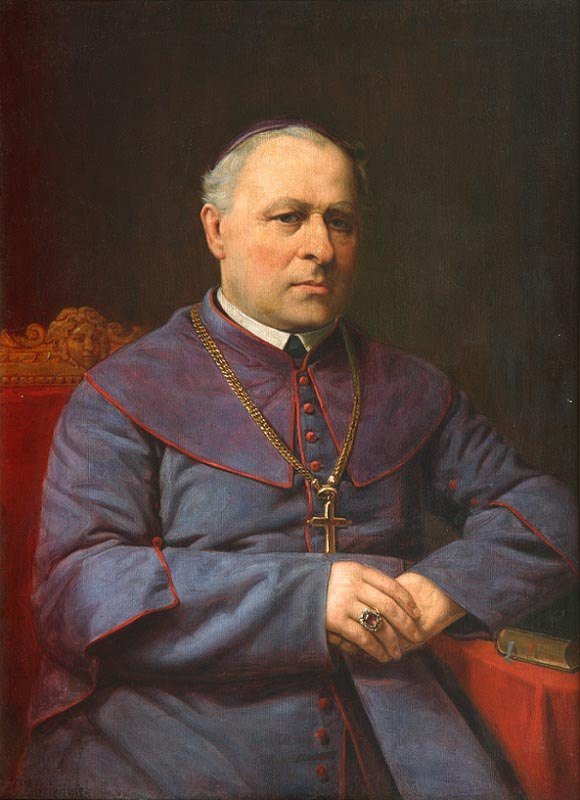
Son portrait au Musée d'art de Vinnytsia par Jan Zassidatel.

Szymon Marcin Kozlowski a été nommé évêque de Loutsk et de Jitomir par le pape Léon XIII.
En 1891 il a été nommé archevêque de Moguilev avec résidence dans la capitale impériale, Saint-Pétersbourg et  détient la juridiction des catholiques de Russie, en dehors de la Pologne et de la Russie méridionale dont le siège est à Tiraspol avec résidence à Saratov.
En 1862, il est devenu docteur honoris causa de l'Académie impériale de théologie de Saint-Pétersbourg.